# Legend of the Five Rings
Pour les articles homonymes, voir Le Livre des cinq anneaux.
Legend of the Five Rings (L5R) est un jeu de cartes à collectionner créé par la société AEG, Alderac Entertainment Group, basée en Californie, en 1995. Inspiré du jeu de rôle nommé Bushido, L5R prend place, selon la légende, dans la région de Rokugan, un pays imaginaire rappelant le Japon féodal, avec des influences des autres cultures de l'Est asiatique, ou les samourais et les shugenja (magiciens) de différents clans, luttent pour dominer les autres.
À partir de 2002 (Gold Edition), il est traduit en français, et en 2004 également en espagnol et en allemand. Seules les cartes ont été traduites, le jeu garde son nom original en anglais. La France est, après les États-Unis, le pays dans lequel la communauté est la plus active. Pourtant, la traduction française cessera en 2011 avec l'édition Emperor.
Ce jeu de carte est similaire à Magic: The Gathering mais possède un mécanisme de jeu unique et des éléments qui le distinguent de son prestigieux prédécesseur. Ainsi il existe des conditions de victoire passives, comme la victoire à l'illumination (Enlightenment Victory), qui s'oppose au but de Magic, qui est de détruire son adversaire (ses points de vie, ou sa bibliothèque). 
En 1997, Legend of Five Rings: Battle of Beiden Pass remporta l'Origins Award for Best Card Game of 1996. En 1998, Legend of the Five Rings: Time of the Void remporta le Best Card Game Expansion or Supplement of 1997.
Un jeu de rôle est tiré de ce jeu de cartes : Le Livre des cinq anneaux.

## L'univers du jeu
Legend of the five rings (L5R) se déroule dans un univers médiéval fantastique inspiré du Japon médiéval, dans lequel se mêlent samouraïs, code de l'honneur, philosophie japonaise (Tao de Shinsei) et shugenjas (magiciens élémentaires).
Il a été créé par plusieurs auteurs, dont principalement John Wick en 1995. Le nom est tiré du titre d'un livre de stratégie célèbre au Japon, le Livre des cinq anneaux ou Le Traité des cinq roues (Gorin no sho) du samourai Musashi Miyamoto (1643).
La particularité unique de cet univers est qu'il est d'abord apparu dans le cadre du jeu de cartes, avant de devenir, trois ans plus tard, un jeu de rôles.
Le monde de L5R se nomme Rokugan. C'est un empire dont la naissance est décrite dans la mythologie imaginaire du jeu par l'épisode de la chute des Kami. Depuis lors, le Kami Hantei fonda une lignée d'empereurs et distribua le royaume à ses frères et sœurs qui fondèrent chacun un clan. On retrouve les clans de la Licorne, du Lion, du Crabe, de la Grue, du Phénix, du Scorpion, et du Dragon. D'autres clans émergeront plus tard dans l'histoire. Enfin, l'un des frères de Hantei, Fu Leng, s'éloigna de la fratrie et devint le seigneur de l'Outremonde, royaume de créatures maléfiques voulant détruire l'empire.

## Le jeu
Le jeu L5R propose à ses joueurs de représenter une faction. Le joueur doit composer deux paquets de 40 cartes minimum chacun : le paquet de dynastie et le paquet de destinée. Le paquet de dynastie représente l'état de votre clan, on y trouve principalement des personnages et des ressources ; le paquet de destinée permet d'agir sur le jeu, avec des cartes action, sort, suivant, objet... De plus, le joueur doit choisir une forteresse : chaque faction possède plusieurs forteresses différentes, et le choix de la forteresse va influer nettement sur l'orientation du jeu.
L5R propose en effet différents types de victoires, c'est même une de ses principales particularités. Les principales sont la victoire militaire (où on utilise principalement des combattants et des effets destructeurs), la victoire à l'honneur (obtenue souvent avec des courtisans et des actions politiques), la victoire aux anneaux ou à l'illumination (moines et effets mystiques) et la victoire en déshonorant son adversaire (jeu politique également, mais avec des effets négatifs pour l'adversaire plutôt que positifs pour soi-même). Il existe également des séries de cartes spécifiques pouvant créer d'autres conditions de victoires, mais elles restent marginales.
Au cours d'une partie, les joueurs mettent en jeu des ressources pour enrôler des unités, qu'ils peuvent équiper d'objets, de suivants ou de sortilèges. Ces unités peuvent être envoyées à l'attaque des provinces adverses, dans le but de les détruire (victoire militaire), mais aussi effectuer d'autres actions de nature politique par exemple, comme demander la faveur de l'empereur, ou encore défier en duel de iaijutsu (art du sabre) une unité adverse. Le système de jeu est très flexible et permet d'accomplir une multitude d'actions différentes.

### Particularités
L'une des particularités du jeu, qui lui vaut d'avoir une aussi bonne longévité dans le monde des jeux à collectionner, est de s'appuyer sur un historique imaginaire (storyline) très riche. Les différents narrateurs du jeu, successivement John Wick, Ree Soesbee, Rich Wulf puis Shawn Carman, ont développé une histoire prolifique illustrant chaque nouvelle extension, et chaque personnage représenté en carte a sa propre histoire.
Chaque carte du jeu est également assortie d'une petite citation (flavour text) qui contribue à fouiller encore un peu plus la personnalité de ce jeu.
L'autre aspect majeur de la storyline qui a pris de l'ampleur au fil du temps est son interactivité avec les joueurs. À chaque nouvelle édition, les joueurs ont la possibilité, par l'intermédiaire de tournois ou de votes, de faire valoir leurs avis sur l'histoire du jeu et dans une certaine mesure, de l'influencer. Ainsi, chaque événement doté d'un prix storyline offre à son vainqueur la possibilité de laisser son empreinte dans l'histoire du jeu, ce qui crée un enthousiasme supplémentaire autour de L5R. La trame historique de Rokugan est divisée en périodes qui correspondent aux éditions matérielles du jeu. Une nouvelle édition est donc un nouvel environnement de jeu pour les joueurs mais aussi une nouvelle page de l'histoire ; par les tournois, les joueurs utilisent les cartes de l'édition en cours pour modifier l'histoire en cours.
L5R va de pair avec ses tournois. Dans ces événements, qui deviennent rapidement de véritables conventions pouvant rassembler plus de 200 personnes sur tout un week-end, les joueurs se déguisent aux couleurs du clan qu'ils défendent, et un véritable processus d'identification est offert au joueur. La plupart des participants à de tels événements s'identifient par un nom rokugani, tel que Togashi Inokenezashi ou Iuchi Yoshiko, censé refléter l'appartenance à une famille de l'empire.
Des événements parallèles, tels que des concours d'origami, des cérémonies du thé ou des démonstrations d'art martiaux sont régulièrement organisées en parallèle de ces tournois, pour parachever l'atmosphère à consonance asiatique de ces événements. Ces éléments périphériques ont pris une certaine importance puisque au-delà du tournoi du jeu de cartes en propre, la participation à ces activités peut également avoir une influence, plus mineure, sur le développement de la trame historique.
L5R compte aujourd'hui plus de 10 000 cartes différentes. Une nouvelle édition de base sort tous les deux ans à l'automne, et des extensions et sets promotionnels sortant pendant ces deux ans créent le format du jeu.

### Les Clans
Depuis 1995, de nombreuses factions ont vu le jour. Toutes ces factions ne sont pas jouables dans la dernière édition, mais toutes l'ont été à un moment.

#### Les Clans majeurs
- le clan de l'Araignée
- le clan du Crabe
- le clan du Dragon
- le clan de la Grue
- le Clan de la Licorne
- le Clan du Lion
- le clan de la Mante
- le clan du Phénix
- le clan du Scorpion

#### Autres clans
- la Confrérie de Shinsei (moines)
- les Esprits
- le clan du Lièvre
- les Nagas
- les Ninjas
- les Nezumis
- l'Outremonde
- la Toturi's Army' (pas de traduction à l'époque)
- la Yogo Junzo's Army (pas de traduction à l'époque)
- Yoritomo Alliance

### La Saga Continue
- 2009, l'édition Samurai laissa sa place à l'édition Celestial. Une fois de plus, le format principal changea de nom pour prendre celui de cette nouvelle édition de base.
- 2010, les joueurs de la ville de Lyon organisèrent les Championnats du Monde 2010 à l'occasion des 15 ans du jeu.
- 2011, un nouvel arc débute avec l'édition Emperor, qui remplace désormais l'édition Celestial. À noter que le jeu n'est plus traduit en français à partir de cette édition.
- 2014, début de l'édition Ivory, marquée en son milieu (2015) par l'évènement Twenty Festivals qui célèbre les vingt ans du jeu, une longévité qui n'est égalée ou dépassée que par Magic: The Gathering dans ce type de jeu.. Après les éditions Samurai/Celestial/Emperor, le nom Ivory renoue avec la tradition des premières éditions par matériau : Emerald, Obsidian, Jade, Pearl, Gold, Diamond, Lotus...

### Editions

#### Clan Wars
| Set                          | Date de sortie | Clans                                      | Nombre de cartes | Code | Notes                 |
| ---------------------------- | -------------- | ------------------------------------------ | ---------------- | ---- | --------------------- |
| Pre-Imperial                 | 8/1995         | -                                          | 84               |      |                       |
| Imperial Edition             | 10/1995        | Crabe, Grue, Dragon, Lion, Phénix, Licorne | 309              |      | Premier set de base   |
| Shadowlands                  | 5/1996         | Naga, Scorpion                             | 155              |      |                       |
| Forbidden Knowledge          | 8/1996         | -                                          | 150              |      |                       |
| Emerald Edition              | 8/1996         | Identique à Imperial Edition               | 312              |      | Deuxième set de base  |
| Battle of Beiden Pass        | 11/1996        | Crabe, Dragon                              | 118              |      |                       |
| Anvil of Despair             | 12/1996        | Junzo's Horde, Toturi's Army               | 152              |      |                       |
| Crimson & Jade               | 4/1997         | Confrérie de Shinsei, Yoritomo's Alliance  | 161              |      |                       |
| Obsidian Edition             | 8/1997         | Identique à Imperial Edition               | 312              |      | Troisième set de base |
| Time of the Void             | 9/1997         | Crabe, Phénix                              | 229              |      |                       |
| Scorpion Clan Coup, Scroll 1 | 12/1997        | Scorpion                                   | 53               |      |                       |
| Scorpion Clan Coup, Scroll 2 | 1/1998         | -                                          | 50               |      |                       |
| Scorpion Clan Coup, Scroll 3 | 2/1998         | Lion                                       | 52               |      |                       |
| Promotional Cards            | Various        | -                                          | 28               |      |                       |

#### Hidden Emperor - "Jade"
| Set                                       | Date de sortie | Clans | Nombre de cartes | Code | Notes                 |
| ----------------------------------------- | -------------- | --- | ---------------- | ---- | --------------------- |
| Jade Edition                              | 5/1998         | Confrérie de Shinsei, Crabe, Grue, Dragon, Lion, Naga, Phénix, Scorpion, Outremonde, Toturi's Army, Licorne, Yoritomo's Alliance | 330              |      | Quatrième set de base |
| The Hidden Emperor, Episode 1             | 6/1998         | Naga | 52               |      |                       |
| The Hidden Emperor, Episode 2             | 7/1998         | Dragon | 52               |      |                       |
| The Hidden Emperor, Episode 3             | 8/1998         | Monk | 52               |      |                       |
| The Hidden Emperor, Episode 4             | 9/1998         | Licorne | 52               |      |                       |
| The Hidden Emperor, Episode 5             | 10/1998        | Mante | 52               |      |                       |
| The Hidden Emperor, Episode 6             | 11/1998        | Grue | 52               |      |                       |
| The Hidden Emperor: The Dark Journey Home | 2/1999         | Ninja, Phénix, Toturi's Army | 154              |      |                       |
| Pearl Edition                             | 5/1999         | Identique à Jade Edition | 364              |      | Cinquième set de base |
| Siege of Sleeping Mountain                | 5/1999         | Confrérie de Shinsei & Dragon, Naga & Toturi's Army                                                                              | 64               |      |                       |
| Honor Bound                               | 6/1999         | Crabe, Scorpion, Outremonde | 173              |      |                       |
| Ambition's Debt                           | 11/1999        | Lion, Naga, Outremonde | 180              |      |                       |
| Fire & Shadow                             | 3/2000         | Confrérie de Shinsei, Dragon, Yoritomo's Alliance                                                                                | 186              |      |                       |
| Top Deck Booster                          | 3/2000         | - | 20               |      |                       |
| Heroes of Rokugan                         | 5/2000         | - | 27               |      |                       |
| Soul of the Empire                        | 6/2000         | Grue, Toturi's Army, Licorne | 200              |      |                       |
| Storms Over Matsu Palace                  | 6/2000         | Lion, Licorne | 55               |      |                       |
| Spirit Wars                               | 11/2000        | Lion, Phénix, Esprit | 197              |      |                       |
| Promotional Cards                         | Various        | - | 51               |      |                       |

#### Les Quatre Vents - "Gold"
| Set                     | Nom VF                  | Date de sortie | Clans                                                            | Nombre de cartes | Code     | Notes               |
| ----------------------- | ----------------------- | -------------- | ---------------------------------------------------------------- | ---------------- | -------- | ------------------- |
| Gold Edition            | Édition Or              | 6/2001         | Crabe, Grue, Dragon, Lion, Phénix, Scorpion, Outremonde, Licorne | 541              | GE       | Sixième set de base |
| A Perfect Cut           | Le Geste Parfait        | 9/2001         | Crabe, Grue, Scorpion                                            | 155              | APC      |                     |
| An Oni's Fury           | La Fureur de l'Oni      | 12/2001        | Dragon, Outremonde, Licorne                                      | 156              | AOF      |                     |
| Dark Allies             | Sombres Alliés          | 4/2002         | Lion, Mante, Phénix                                              | 161              | DA       |                     |
| The L5R Experience      | -                       | 6/2002         | Grue, Scorpion                                                   | 62               | L5R EXP. |                     |
| Broken Blades           | Les Lames Brisées       | 8/2002         | Crabe, Scorpion, Licorne                                         | 156              | BB       |                     |
| 1,000 Years of Darkness | 1000 ans de Ténèbres    | 9/2002         | -                                                                | 94               | KYD      |                     |
| The Fall of Otosan Uchi | La Chute d'Otochan Uchi | 12/2002        | Grue, Dragon, Mante                                              | 156              | FOU      |                     |
| Heaven & Earth          | Ciel & Terre            | 4/2003         | Lion, Phoenix, Outremonde                                        | 157              | H&E      |                     |
| Winds of Change         | Les Vents du Changement | 8/2003         | Crabe, Mante, Nezumi                                             | 155              | WoC      |                     |
| Promotional Cards       | -                       | Various        | -                                                                | 100              | Various  |                     |

#### La Pluie de Sang - "Diamond"
| Set                  | Nom VF                  | Date de sortie | Clans                                                                            | Nombre de cartes | Code    | Notes                |
| -------------------- | ----------------------- | -------------- | -------------------------------------------------------------------------------- | ---------------- | ------- | -------------------- |
| Diamond Edition      | -                       | 10/2003        | Crabe, Grue, Dragon, Lion, Mante, Phoenix, Nezumi, Scorpion, Outremonde, Licorne | 487              | DE      | Septième set de base |
| Training Grounds     | -                       | 11/2003        | Lion, Outremonde                                                                 | 95               | TG      |                      |
| Reign of Blood       | Le Règne du Sang        | 12/2003        | Dragon, Phénix, Licorne                                                          | 157              | RoB     |                      |
| The Hidden City      | La Cité Secrète         | 4/2004         | Crabe, Lion, Nezumi                                                              | 156              | HC      |                      |
| Wrath of the Emperor | La Colère de l'Empereur | 8/2004         | Grue, Scorpion, Outremonde                                                       | 156              | WotE    |                      |
| Dawn of the Empire   | -                       | 11/2004        | -                                                                                | 108              | DotE    |                      |
| Web of Lies          | Tissu de Mensonges      | 12/2004        | Mante, Phénix, Licorne                                                           | 156              | WoL     |                      |
| Enemy of My Enemy    | L'Ennemi de mon Ennemi  | 4/2005         | Crabe, Dragon, Nezumi                                                            | 156              | EoME    |                      |
| Code of Bushido      | Le Code du Bushido      | 8/2005         | Grue, Lion, Scorpion                                                             | 156              | CoB     |                      |
| Promotional Cards    | -                       | Various        | -                                                                                | 126              | Various |                      |

#### L'Âge de l'Illumination - "Lotus"
| Set                   | Nom VF                 | Date de sortie | Clans                                                                           | Nombre de cartes | Code     | Notes                |
| --------------------- | ---------------------- | -------------- | ------------------------------------------------------------------------------- | ---------------- | -------- | -------------------- |
| Lotus Edition         | -                      | 10/2005        | Crabe, Grue, Dragon, Lion, Mante, Phénix, Nezumi, Scorpion, Outremonde, Licorne | 500              | LE       | Huitième set de base |
| Path of Hope          | La Voie de l'Espoir    | 1/2006         | Crabe, Grue, Outremonde                                                         | 156              | PoH      |                      |
| Drums of War          | Les Tambours de Guerre | 5/2006         | Dragon, Lion, Licorne                                                           | 156              | DoW      |                      |
| Training Grounds 2    | -                      | 7/2006         | Grue, Dragon                                                                    | 112              | TG2      |                      |
| Test of Enlightenment | -                      | 7/2006         | -                                                                               | 124              | ToE      |                      |
| Rise of the Shogun    | L'Ascension du Shogun  | 9/2006         | Mante, Phénix, Scorpion                                                         | 156              | RotS     |                      |
| Khan's Defiance       | Le Défi du Khan        | 1/2007         | Crabe, Grue, Nezumi                                                             | 156              | KD       |                      |
| Tomorrow              | -                      | 3/2007         | Nezumi                                                                          | 56               | Tomorrow |                      |
| The Truest Test       | -                      | 5/2007         | Dragon, Araignée, Licorne                                                       | 156              | TTT      |                      |
| Promotional Cards     | -                      | Various        | -                                                                               | 92               | Various  |                      |

#### La Course pour le Trône - "Samurai"
| Set                                        | Nom VF | Date de sortie | Clans                                                                 | Nombre de cartes | Code            | Notes                |
| ------------------------------------------ | ------ | -------------- | --------------------------------------------------------------------- | ---------------- | --------------- | -------------------- |
| Samurai Edition                            | -      | 7/2007         | Crabe, Grue, Dragon, Lion, Mante, Phénix, Scorpion, Araignée, Licorne | 412              | Samurai         | Neuvième set de base |
| Stronger than Steel                        | -      | 10/2007        | Lion, Mante, Phénix                                                   | 157              | STS             |                      |
| Test of the Emerald and Jade Championships | -      | 12/2007        | -                                                                     | 52               | E&JC            |                      |
| Honor's Veil                               | -      | 2/2008         | Grue, Dragon, Scorpion                                                | 156              | HV              |                      |
| Words and Deeds                            | -      | 5/2008         | Crabe, Araignée, Licorne                                              | 166              | W&D             |                      |
| Samurai Edition Banzai                     | -      |                | Identique à Samurai Edition                                           |                  |                 | Dixième set de base  |
| The Heaven's Will                          | -      | 10/2008        | Dragon, Lion, Mante                                                   | 166              | THW             |                      |
| Glory of the Empire                        | -      | 1/2009         | Crabe, Grue, Phénix                                                   | 166              | GotE            |                      |
| The Imperial Gift 1                        | -      | 1/2009         | -                                                                     | 28               | Imperial Gift I |                      |
| Death at Koten                             | -      | 4/2009         | -                                                                     | 84               | DaK             |                      |
| Promotional Cards                          | -      | Various        | -                                                                     | 257              | Various         |                      |

#### The Destroyer War - "Celestial"
| Set                    | Nom VF | Date de sortie | Clans                                                                 | Nombre de cartes | Code            | Notes                |
| ---------------------- | ------ | -------------- | --------------------------------------------------------------------- | ---------------- | --------------- | -------------------- |
| Celestial Edition      | -      | 6/2009         | Crabe, Grue, Dragon, Lion, Mante, Phénix, Scorpion, Araignée, Licorne | 395              | Celestial       | Onzième set de base  |
| The Imperial Gift 2    | -      | 8/2009         | -                                                                     | 82               | IG 2            |                      |
| Path of the Destroyer  | -      | 8/2009         | Scorpion, Araignée, Licorne                                           | 166              | PotD            |                      |
| The Harbinger          | -      | 1/2010         | Dragon, Mante, Phénix                                                 | 176              | TH              |                      |
| Celestial Edition 15   | -      | 3/2010         | Identique à Celestial Edition                                         | 154              | CE 15           | Douzième set de base |
| The Plague War         | -      | 5/2010         | Crabe, Grue, Lion                                                     | 176              | TPW             |                      |
| The Imperial Gift 3    | -      | 8/2010         | -                                                                     | 44               | Imperial Gift 3 |                      |
| Battle of Kyuden Tonbo | -      | 9/2010         | Dragon, Lion                                                          | 91               | BoKT            |                      |
| Empire at War          | -      | 9/2010         | Dragon, Scorpion, Licorne                                             | 176              | EaW             |                      |
| The Dead of Winter     | -      | 1/2011         | Grue, Mante, Araignée                                                 | 164              | TDoW            |                      |
| Before the Dawn        | -      | 5/2011         | Crabe, Lion, Phénix                                                   | 156              | BtD             |                      |
| Forgotten Legacy       | -      | 7/2011         | -                                                                     | 90               | FL              |                      |
| Second City            | -      | 9/2011         | Dragon, Mante, Scorpion                                               | 156              | SC              |                      |
| Promotional Cards      | -      | Various        | -                                                                     | 142              | Various         |                      |

#### Age of Conquest - "Emperor"
| Set                       | Date de sortie | Clans                                                                 | Nombre de cartes | Code        | Notes                 |
| ------------------------- | -------------- | --------------------------------------------------------------------- | ---------------- | ----------- | --------------------- |
| Emperor Edition           | 2/2012         | Crabe, Grue, Dragon, Lion, Mante, Phénix, Scorpion, Araignée, Licorne | 428              | EE          | Treizième set de base |
| Embers of War             | 5/2012         | Lion, Araignée, Licorne                                               | 159              | EoW         |                       |
| The Shadow's Embrace      | 7/2012         | Crabe, Grue, Phénix                                                   | 159              | TSE         |                       |
| Seeds of Decay            | 10/2012        | Dragon, Mante, Scorpion                                               | 159              | SoD         |                       |
| Honor and Treachery       | 12/2012        | Phénix, Scorpion                                                      | 84               | HaT         |                       |
| Emperor Edition: Gempukku | 1/2013         | Identique à Emperor Edition                                           | 18               | EE Gempukku |                       |
| Torn Asunder              | 2/2013         | -                                                                     | 156              | TA          |                       |
| Coils of Madness          | 5/2013         | -                                                                     | 147              | CoM         |                       |
| Gates of Chaos            | 9/2013         | -                                                                     | 150              | GoC         |                       |
| Aftermath                 | 12/2013        | -                                                                     | 150              | AM          |                       |
| Promotional Cards         | Various        | -                                                                     | 264              | Various     |                       |

#### A Brother's Destiny - "Ivory"
| Set                 | Date de sortie | Clans                                                                 | Nombre de cartes | Code  | Notes                                                                                             |
| ------------------- | -------------- | --------------------------------------------------------------------- | ---------------- | ----- | ------------------------------------------------------------------------------------------------- |
| A Matter of Honor   | 12/18/2013     | Crabe, Lion                                                           | 55               | AMoH  |                                                                                                   |
| Ivory Edition       | 03/24/2014     | Crabe, Grue, Dragon, Lion, Mante, Phénix, Scorpion, Araignée, Licorne | 372              | Ivory | Quatorzième set de base.                                                                          |
| The Coming Storm    | 06/09/2014     | -                                                                     | 185              | TCS   |                                                                                                   |
| A Line in the Sand  | 09/28/2014     | -                                                                     | 156              | ALitS |                                                                                                   |
| The New Order       | 12/01/2014     | -                                                                     | 156              | TNO   |                                                                                                   |
| The Currency of War | 01/05/2015     | Crane, Mante                                                          | 57               | TCW   |                                                                                                   |
| Twenty Festivals    | 03/27/2015     | Identique à Ivory Edition                                             | 372              | 20F   | Quinzième set de base                                                                             |
| Thunderous Acclaim  | 07/21/2015     | -                                                                     | 156              | THA   | Edition "Onyx"                                                                                    |
| Evil Portents       | 11/09/2015     | -                                                                     | 165              | EP    | Edition "Onyx" Dernier set édité par AEG et fourni gratuitement comme "cadeau de fin" aux joueurs |
| The Blackest Storm  | 2015           |                                                                       | 168              | TBS   | Edition "Onyx Dernier set créé par AEG et qui n'a jamais été édité                                |

#### Autre
| Set                      | Date de sortie | Clans                                                                | Nombre de cartes | Code  | Notes |
| ------------------------ | -------------- | -------------------------------------------------------------------- | ---------------- | ----- | ----- |
| War of Honor             | 6/2011         | Dragon, Lion, Phénix, Scorpion                                       | 127              | WoH   |       |
| Siege: Heart of Darkness | 9/2014         | Dark Naga, Mante, Phoenix, Scorpion                                  | 41               | S:HoD |       |
| Siege: Clan War          | 9/2015         | Yogo Junzo, Confrérie de Shinsei, Toturi’s Army, Yoritomo’s Alliance | 77               | S:CW  |       |